# Arleen Augér
Arleen Augér (Schreibweise auch Auger ohne Akzent; * 13. September 1939 in South Gate, Kalifornien; † 10. Juni 1993 in Leusden, Niederlande) war eine US-amerikanische Opernsängerin (Sopran).

## Leben
Als Jugendliche sang Arleen Augér im Kirchenchor und nahm Piano- und Violinunterricht. 1963 schloss sie ihr Studium an der California State University in Long Beach ab, entschloss sich dann aber Gesang zu studieren, was sie von 1963 bis 1967 in Chicago bei Ralph Errolle auch tat.
Bekannt wurde sie 1967 durch eine Serie von Konzerten, die sie zusammen mit dem Los Angeles Philharmonic Orchestra gab. Obwohl sie zu diesem Zeitpunkt nur drei Stücke in ihrem Repertoire hatte, gab ihr Josef Krips, ein Dirigent der Wiener Staatsoper (Direktor Egon Hilbert), noch im gleichen Jahr ein Engagement in Wien. Dort hatte sie ihr Debüt in der Rolle der Königin der Nacht in Mozarts Oper Die Zauberflöte. In der Folgezeit nahm sie mehr als ein Dutzend neue Rollen in ihr Repertoire auf, u. a. die Rolle der Konstanze in Mozarts Die Entführung aus dem Serail, die Rolle der Gilda in Verdis Oper Rigoletto und die Rolle der Marie in Donizettis Oper La fille du régiment an der Volksoper Wien. 1969 bekam sie ein Engagement an der New York City Opera und 1970 in Salzburg, beide als Koloratursopranistin in der Rolle der Königin der Nacht.
1974 wechselte Augér nach Frankfurt am Main und nahm mehrere lyrische Rollen in ihr Repertoire auf. 1975 debütierte sie an der Mailänder Scala in Ravels L’enfant et les sortilèges und sang danach an verschiedenen Theatern in Europa, inklusive des Bolschoi-Theaters in Moskau.
Als Sopran-Interpretin in den Schallplattenaufnahmen der kompletten Bach-Kantaten unter Helmuth Rilling löste sie in den 1970er Jahren allmählich die bis dahin führende Bachsängerin Agnes Giebel ab.
Von 1971 bis 1977 lehrte sie Gesang an der Hochschule in Frankfurt am Main, wohin sie 1974 zog. Eine ihrer Schülerinnen hier war Renée Fleming. Später lehrte sie auch am Mozarteum Salzburg.
Am 23. Juli 1986 war ein weiterer Höhepunkt ihrer Karriere mit ihrem Hochzeitsgesang bei der Heirat von Prinz Andrew und Sarah Ferguson in der Westminster Abbey in London, wobei sie Mozarts Exsultate, Jubilate sang. Sie nahm dieses Stück im April 1990 auch live als Film auf – zusammen mit der Großen Messe c-Moll von Mozart – unter der Leitung von Leonard Bernstein. Arleen Augér war auch eine bedeutende Lied-Interpretin. So übernahm sie nur wenige Jahre vor ihrem frühen Tod den Teil 9 der 40-teiligen Gesamtaufnahme aller Lieder von Franz Schubert bei der englischen Plattenfirma Hyperion. Ihre hervorragende Koloraturtechnik ist auf ca. 200 LP- und CD-Aufnahmen dokumentiert.
Arleen Augér war zweimal verheiratet; beide Ehen wurden geschieden. Sie  starb im Juni 1993 im Alter von 53 Jahren an einem bösartigen Gehirntumor (Glioblastom), der erst im Februar 1992 bei ihr diagnostiziert worden war. Am 30. Mai 1993 fiel die Sopranistin in ein Koma, aus dem sie bis zu ihrem Tod nicht mehr erwachte. Augér wurde auf dem Ferncliff-Friedhof in New York beigesetzt.

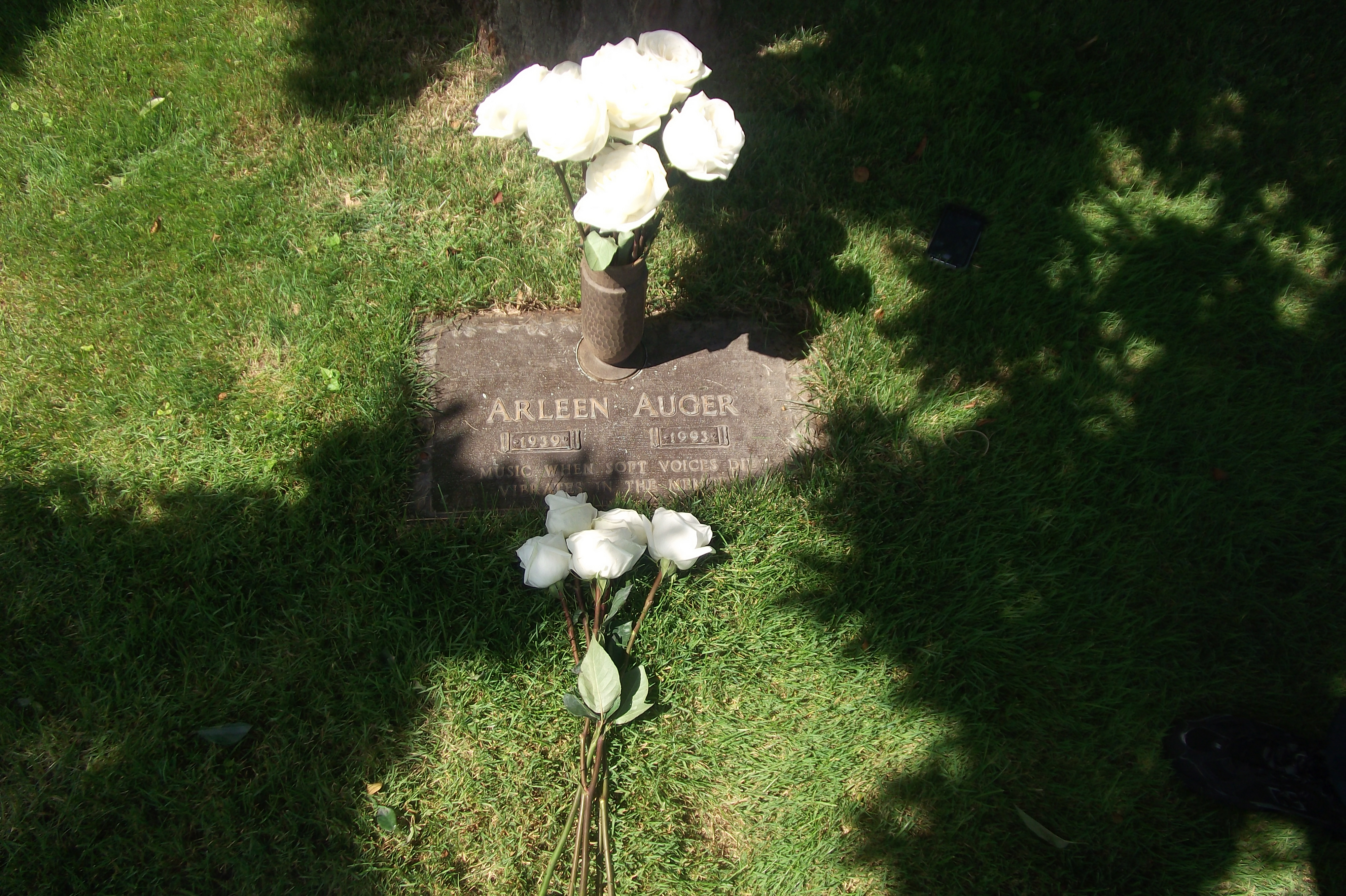
Grab von Arleen Augér auf dem Ferncliff-Friedhof in New York

## Zitat
„Im Gedenken an Arleen Auger. Eine erloschene Sonne.“